# Internationale Buchkunst-Ausstellung
Internationale Buchkunst-Ausstellung, IBA (niem.  Międzynarodowa Wystawa Sztuki Edytorskiej) – wystawa-konkurs książek, która od 1927 organizowana była nieregularnie w Lipsku.

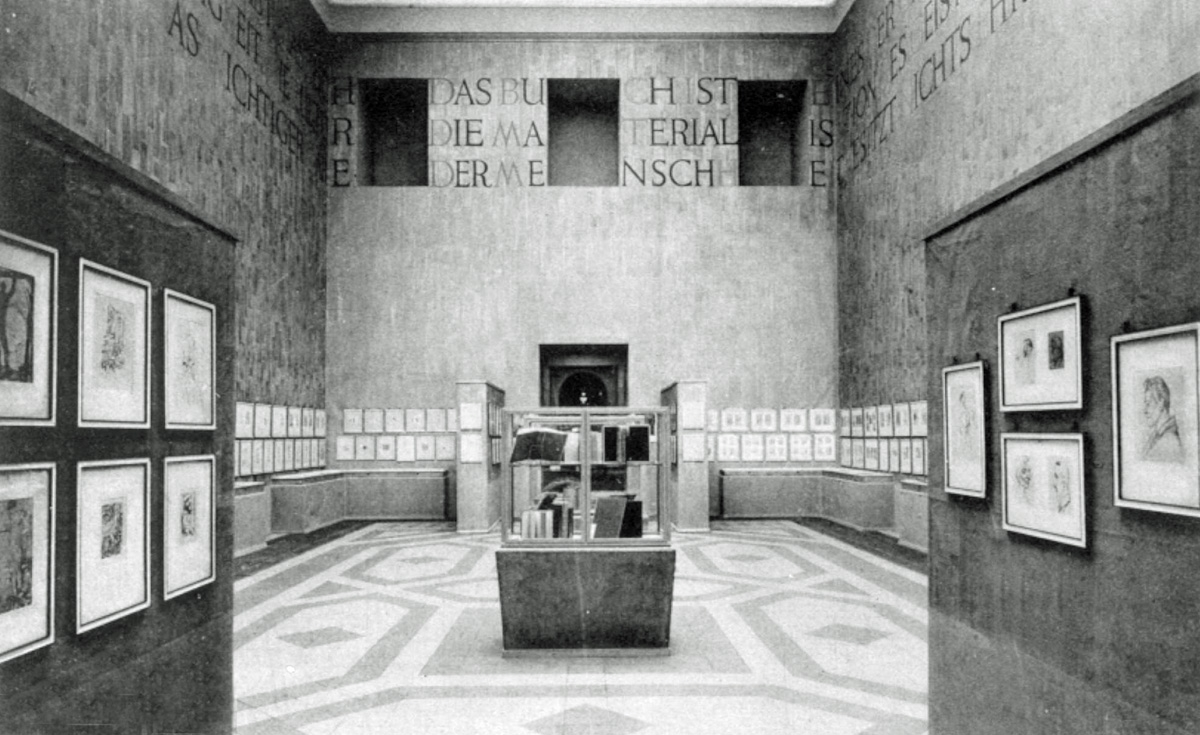
Sala wystawowa w 1927

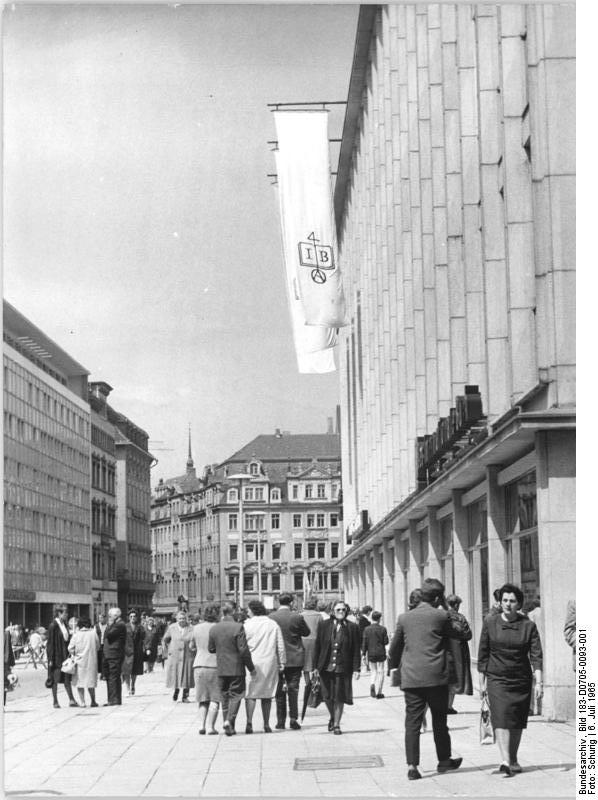
1965 Podczas wystawy

Na Wystawie prezentowano książki jako dzieła sztuki wydawniczej. Pokazywano i oceniano elementy graficzne, poligraficzne, introligatorskie itp. Wystawie towarzyszyły seminaria.
Polscy wydawcy brali w niej udział od pierwszej edycji. Np. w 1989 uczestniczyło 30 polskich wydawców, 10 projektantów, typografów i grafików.
Polacy byli nagradzani medalami Wystawy.
W 1959 roku, na III Wystawie Sztuki Edytorskiej, otrzymali 13 medali, w tym dwa złote: Józef Wilkoń i Olga Siemaszko. Siedmioma srebrnymi medalami nagrodzeni zostali: Michał Bylina, Maria Hiszpańska-Neumann, Bożena i Wiesław Majchrzakowie, Mieczysław Piotrowski, Zbigniew Rychlicki, Jerzy Srokowski oraz Jan Marcin Szancer. Brązowe medale otrzymali: Halina Chrostowska, Janusz Grabiański, Andrzej Heidrich oraz Bogdan Zieleniec.
W 1975 Mateusz Gawryś, a w 1978 Zdzisław Witwicki.